# 邱榮裕
邱榮裕（1955年—），桃園客家人，臺大國家發展研究所教授邱榮舉為其胞兄。邱為歷史學者，國立台灣師範大學歷史系副教授，日本立命館大學大學院文學研究科文學博士。專長台灣客家史。
邱榮裕曾在台灣師範大學開設的課程有社會科學概論、中國通史、臺灣史蹟考察、客家文化導論、客家社會與文化專題研究、臺灣通史（通）、臺灣文化史概論（通）等，並曾擔任國立中央大學客家學院客家研究碩士在職專班兼任副教授。
邱榮裕教授曾擔任台灣客家研究學會秘書長及理事長，並已於2016年自師大退休。